# Кораблі вікінгів (фільм)
«Кораблі вікінгів» (англ. The Long Ships) — британсько-югославський пригодницький фільм 1963 року, знятий на основі роману «Рудий Орм» шведського письменника Франца Бенгтссона. В англійському перекладі роман має назву «Довгі човни» (The Long Ships).
Фільм про пригоди вікінгів, своєрідне продовження фільму «Вікінги», знятого в 1958 році. Режисером став Джек Кардіфф .

## Сюжет
Хоробрий скандинавський вікінг Рольф дізнається від мавританського принца Алі Мансуха легенду, розказану єгипетською рабинею, про те, що в далеких землях є величезний золотий дзвін, який усі називають «мати всіх голосів». Принц Алі Мансух хоче володіти цим дивом і готовий заплатити за нього будь-яку ціну. Рольф вирушає на пошуки диво-дзвона в далекі країни разом зі своїм братом Ормом на великому кораблі, повному воїнів.
Безліч пригод та небезпек зустрічають вікінги на своєму шляху, в результаті вони знаходять дзвін, замурований у вежу на одному зі скелястих островів. Дзвін доставляють до міста Алі Мансуха, але місто вже захопили вікінги разом із їхнім королем, який приплив у пошуках своєї доньки.

## У ролях
- Річард Відмарк — Рольф
- Сідні Пуатьє — Принц Алі Мансух
- Расс Темблін — Орм
- Розанна Ск'яффіно — Аміна
- Оскар Гомолка — Крок
- Едвард Джадд — Свен
- Лайонел Джефріс — Азіз
- Беба Лончар — Герда
- Кліффард Еванс — Король Данії Гаральд
- Генрі Оскар — Аукціонер
- Гордон Джексон — Валін
- Поль Стассіно — Росчильд
- Колін Блейклі — Рікка
- Джейн Моді — Ілва
- Девід Лодж — Олла